# Dídó

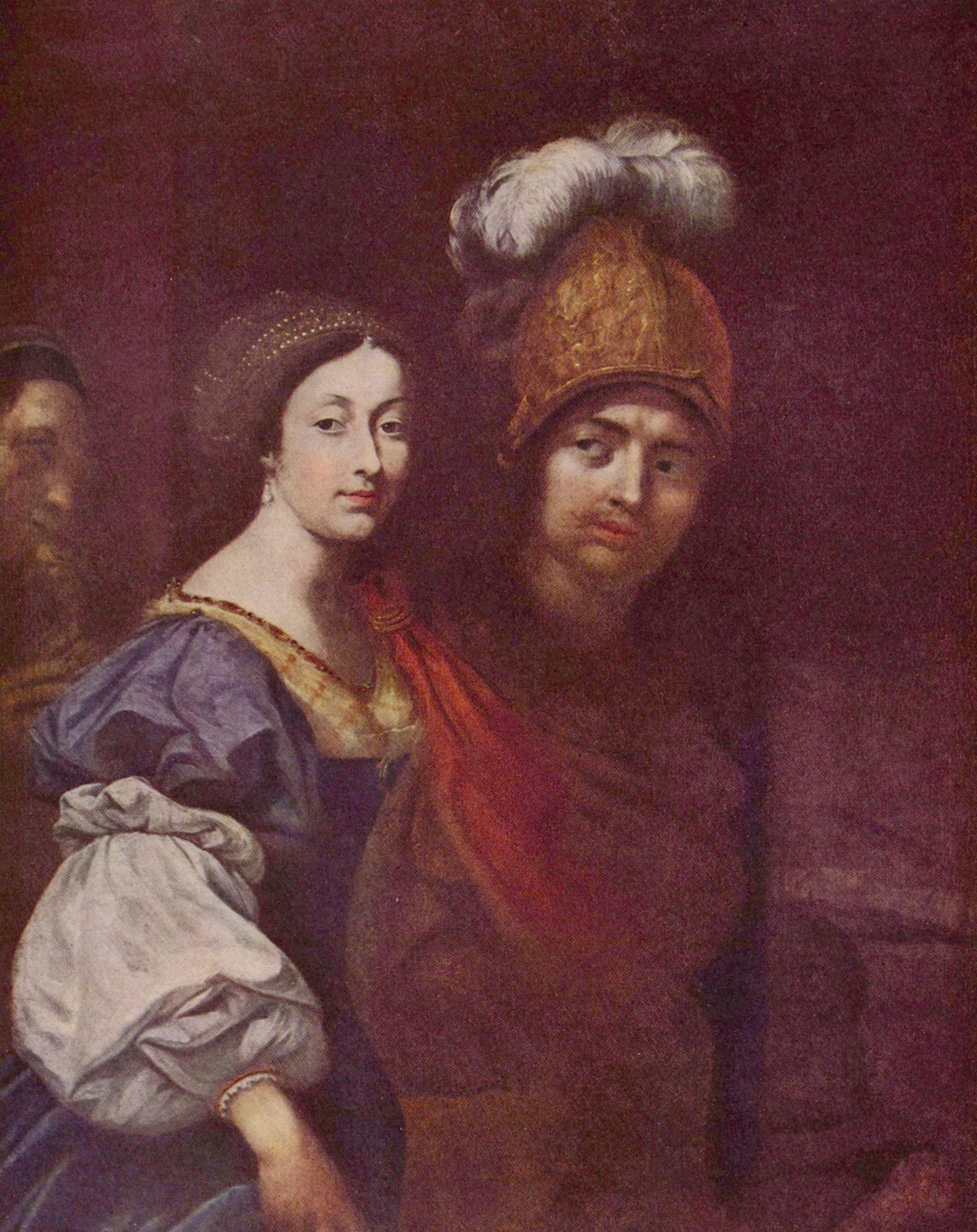
Karel Škréta: Dido a Aeneas, 1670

Dídó (2. pád Dídony, též Elissa) byla sestrou fénického krále Pygmalióna z Týru, bájná zakladatelka a první královna Kartága. Spáchala sebevraždu poté, co ji opustil Aineiás, do kterého se beznadějně zamilovala.

## Život
Byla dcerou tyrského krále Mutta (známého také jako Muttoial nebo Belus II.). Po jeho smrti měla vládnout spolu se svým bratrem Pygmaliónem. Jejím manželem byl Sychaeus. Pygmalión Sychaea zavraždil, aby se zmocnil jeho pokladů. Dídó ale s poklady uprchla. V Libyi chtěla koupit od místního krále Iarba půdu. Ten jí prodal území, které by bylo možné ohradit býčí kůží. Dídó kůži rozřezala na tenké proužky a jimi ohradila území budoucího Kartága.

## Aineiás

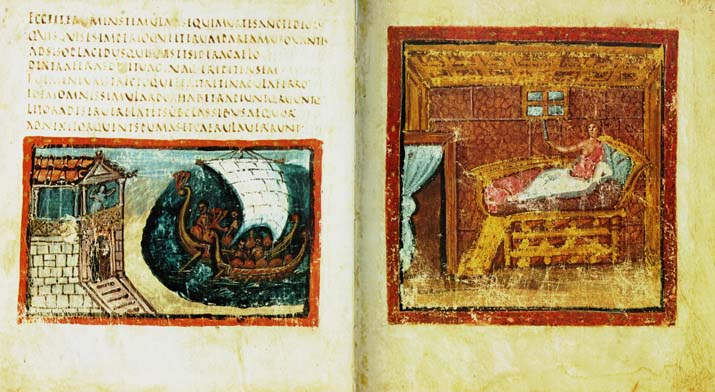
Odjezd Aeneův a sebevražda Didonina, ilustrace k Vatikánskému rukopisu Aeneidy (asi 400 n. l.)

U břehů Kartága přistál Aineiás na své bludné pouti z Tróje. Dídó se do něho zamilovala. Aineiás ale musel podle vůle Jovovy pokračovat v cestě. Zoufalá Dídó se proklála jeho mečem. Byla pak uctívána obyvateli Kartága jako bohyně.

## Dídó v umění
Základní podoba báje je zpracována ve Vergiliově eposu Aeneis (též Aeneida). Je jí věnován IV. zpěv. Báje byla později mnohokrát zpracována v různých odvětvích umění. Z těchto děl jsou známá například:
- Henry Purcell: Dido a Aeneas - opera z roku 1689 - jedná se o první dochovanou operu v angličtině
- Karel Škréta: Dido a Aeneas, obraz: olejomalba na plátně, 1670, Národní galerie, Praha
- anonym: Poprsí Dído, reliéfní odlitek kameje z daktiliotéky, 1756, Národní muzeum, Praha
- Pierre-Narcisse Guérin: Aeneas vypráví Didoně o dobytí Tróje, obraz: olejomalba na plátně, 1815, Louvre, Paříž
- Jan Novák: Dido, narratio cantica lamenta pro mezzosoprán, recitátora, mužský sbor a orchestr (Vergilius), 1967